# Новоселки (Голишмановський міський округ)
Новосе́лки (рос. Новосёлки) — присілок у складі Голишмановського міського округу Тюменської області, Росія.
Населення — 38 осіб (2010, 56 у 2002).
Національний склад станом на 2002 рік:
- росіяни — 78 %